# The United States of Mind Phase 2: Total Response
| Recensione | Giudizio |
| ---------- | -------- |
| AllMusic   | [ 1 ]    |

The United States of Mind Phase 2: Total Response è un album discografico a nome della Horace Silver Quintet / Sextet with Vocals, pubblicato dalla casa discografica Blue Note Records nell'aprile del 1972.

## Tracce

### LP
Lato A (BST 84 368 A)
1. Acid, Pot or Pills – 4:22 – Registrato il 15 novembre 1970
2. What Kind of Animal Am I? – 3:55 – Registrato il 15 novembre 1970
3. Won't You Open Up Your Senses – 3:56 – Registrato il 29 gennaio 1971
4. I've Had a Little Talk – 3:46 – Registrato il 29 gennaio 1971
5. Soul Searchin' – 4:17 – Registrato il 29 gennaio 1971

Lato B (BST 84 368 B)
1. Big Business – 5:22 – Registrato il 15 novembre 1970
2. I'm Aware of the Animal Within Me – 3:45 – Registrato il 29 gennaio 1971
3. Old Mother Nature Calls – 6:55 – Registrato il 29 gennaio 1971
4. Total Response – 5:22 – Registrato il 15 novembre 1970

## Musicisti
Acid, Pot or Pills / What Kind of Animal Am I? / Big Business / Total Response
- Horace Silver - pianoforte elettrico
- Cecil Bridgewater - tromba, flicorno
- Harold Vick - sassofono tenore
- Richie Resnicoff - chitarra
- Bob Cranshaw - basso elettrico
- Mickey Roker - batteria
- Salome Bey - voce[3]

Won't You Open Up Your Senses / I've Had a Little Talk / Soul Searchin' / I'm Aware of the Animal Within Me / Old Mother Nature Calls
- Horace Silver - pianoforte elettrico
- Cecil Bridgewater - tromba, flicorno
- Harold Vick - sassofono tenore
- Richie Resnicoff - chitarra
- Bob Cranshaw - basso elettrico
- Mickey Roker - batteria
- Arely Bey - voce (brani: Won't You Open Up Your Senses, I've Had a Little Talk e Old Mother Nature Calls)
- Salome Bey - voce (brani: Soul Searchin e I'm Aware of the Animal Within Me)[4]

Note aggiuntive
- Francis Wolff e George Butler - produttori
- Registrazioni effettuate al Van Gelder Studio di Englewood Cliffs, New Jersey
- Rudy Van Gelder - ingegnere delle registrazioni
- Darnell Mitchell - fotografia copertina album
- Barbara Silver - liner art copertina album
- Bob Venosa - copertina e design copertina album[5]